# Temperaturowy współczynnik rezystancji
Temperaturowy współczynnik rezystancji (α lub TWR) – względna zmiana rezystancji danego materiału przy zmianie temperatury o 1 K, wyrażona w K−1. W elektronice stosuje się między innymi rezystory wykonane ze specjalnych stopów metali o małym α, jak manganin czy konstantan oraz  przyrządy półprzewodnikowe o dużym, ujemnym α – termistory.

## Przewodniki
Zależność rezystancji od temperatury jest dla większości metali w przybliżeniu liniowa i dla szerokiego przedziału temperatur prawdziwy jest wzór:
{\displaystyle R_{T}=R_{0}(1+\alpha \cdot \Delta T),}
gdzie:
{\displaystyle R_{T}} – rezystancja w temperaturze {\displaystyle T} [Ω],
{\displaystyle R_{0}} – rezystancja w temperaturze odniesienia {\displaystyle T_{0}} [Ω],
{\displaystyle \alpha } – temperaturowy współczynnik rezystancji [K−1],
{\displaystyle \Delta T} – zmiana temperatury równa {\displaystyle T-T_{0}} [K].
| Materiał | Żelazo   | Wolfram  | Glin     | Miedź    | Srebro   | Platyna  | Manganin | Konstantan |
| α [K−1]  | 6,5·10−3 | 4,5·10−3 | 4,4·10−3 | 3,9·10−3 | 4,1·10−3 | 3,9·10−3 | 3·10−5   | 2·10−5     |

## Półprzewodniki

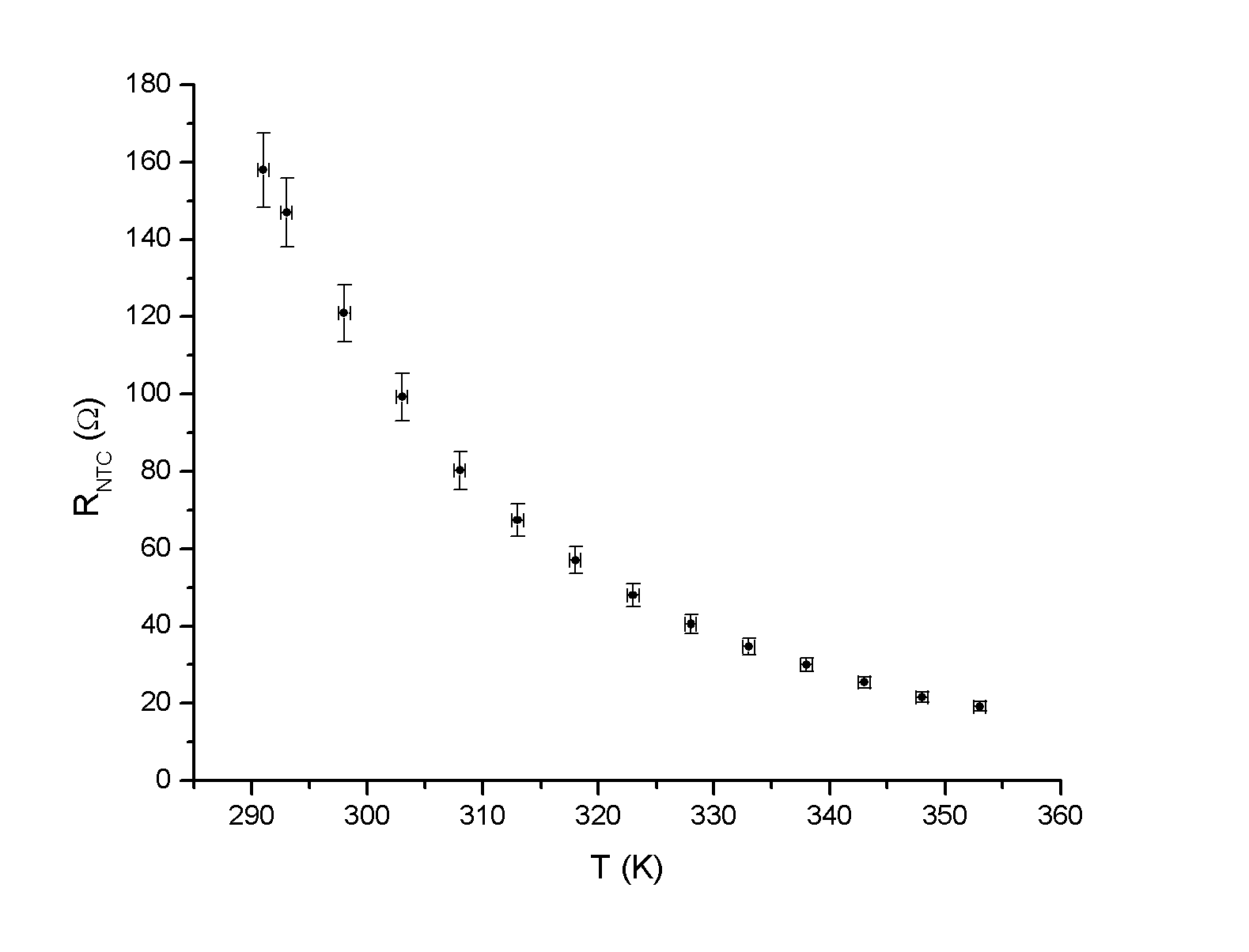
Zależność oporu termistora NTC od temperatury.

Dla elementów półprzewodnikowych, takich jak termistory, zależność rezystancji od temperatury jest uwarunkowana głównie zależnością koncentracji nośników od temperatury. Jest to zależność wykładnicza:
{\displaystyle R_{T}=R_{\infty }\cdot e^{\frac {W_{g}}{2kT}},}
gdzie:
{\displaystyle R_{T}} – rezystancja w temperaturze {\displaystyle T} [Ω],
{\displaystyle R_{\infty }} – rezystancja w temperaturze {\displaystyle T=\infty } [Ω],
{\displaystyle W_{g}} – szerokość pasma wzbronionego [eV],
{\displaystyle k} – stała Boltzmanna [eV/K].
Logarytmując stronami powyższe równanie, otrzymujemy:
{\displaystyle \ln R_{T}=\ln R_{\infty }+{\frac {B}{T}},}
gdzie:
{\displaystyle B={\frac {W_{g}}{2k}}}
jest stałą materiałową.
Współczynnik temperaturowy oporu termistora zdefiniowany jest wzorem:
{\displaystyle \alpha _{T}={\frac {1}{R_{T}}}{\frac {\mathrm {d} R_{T}}{\mathrm {d} T}}.}
Z zależności {\displaystyle R_{T}} od {\displaystyle T} mamy:
{\displaystyle {\frac {\mathrm {d} R_{T}}{\mathrm {d} T}}=-R_{\infty }{\frac {B}{T^{2}}}e^{\frac {B}{T}}={\frac {-B}{T^{2}}}R_{T},}
tak więc:
{\displaystyle \alpha _{T}={\frac {-B}{T^{2}}}.}